# Peines d'amour gagnées (Doctor Who)
Pour la pièce de Shakespeare, voir Peines d'amour gagnées.
Peines d'amour gagnées est le 2e épisode de la troisième saison de la deuxième série de la série télévisée britannique Doctor Who. Son titre sur l'édition DVD française est Le Code Shakespeare.

## Synopsis
Pour le premier voyage de Martha, le Docteur lui fait visiter l'Angleterre élisabéthaine de 1599. Ils y rencontrent un William Shakespeare sous l'influence de trois sorcières et doivent combattre des forces provenant de l'aube des temps afin que l'Histoire du monde ne soit pas changée à jamais…

## Distribution
- David Tennant : Le Docteur
- Freema Agyeman : Martha Jones
- Dean Lennox Kelly : William Shakespeare
- Christina Cole : Lilith
- Sam Marks : Wiggins
- Amanda Lawrence : Doomfinger
- Linda Clarke : Bloodtide
- Jalaal Hartley : Dick
- David Westhead : Kempe
- Andrée Bernard : Dolly Bailey
- Chris Larkin : Lynley
- Stephen Marcus : Gardien
- Matt King : Peter Street (en)
- Robert Demeger : Prédicateur
- Angela Pleasence : Reine Élisabeth

## Continuité
- Russell T Davies était au courant que le Docteur disait avoir déjà rencontré William Shakespeare dans la première série, mais jusqu'ici, il ne s'agissait que d'évocations du Docteur, sauf dans l'épisode The Chase (1965) où Shakespeare est juste aperçu en train de parler à la Reine Élisabeth Ire mais ne voit ni le Docteur, ni ses compagnons[1],[2]. Après avoir pensé y faire référence, Russell T Davies et Gareth Roberts ont estimé que ça compliquerait plus les choses pour les fans[2].
- À la suite d’Un Loup-garou royal, le Docteur se présente comme « Sir Doctor of TARDIS ».
- Martha cherche à utiliser des mots anciens de façon ridicule et le Docteur lui intime : « Ne faites pas ça » comme il l'avait fait pour Rose Tyler dans une pareille situation dans l'épisode Un Loup-garou royal.
- L'épisode mentionne des races d'extra-terrestres vues dans la première série : les Dravidians, les Eternals et finalement les Sycorax, donnant à Shakespeare l'idée d'utiliser le même nom pour un personnage de La Tempête.
- Comme dans l'épisode précédent, Martha surnomme plusieurs fois le Docteur « Mr Smith ».
- Gareth Roberts a écrit de nombreux épisodes de Doctor Who sous forme de nouvelles et de pièces radiophoniques.
- Tout comme le personnel de Torchwood dans L'Armée des ombres, Shakespeare n'est pas affecté par le papier psychique du Docteur. Ce dernier met ça sur le compte du génie de l'écrivain.